# Foudroyant-Klasse
Die Foudroyant-Klasse war eine Klasse von zwei 90-Kanonen-Linienschiffen 1. Ranges der französischen Marine, die von 1691 bis 1692 in Dienst stand.

## Allgemeines
Die Klasse wurde von dem Schiffbauingenieur Blaise Pangalo entworfen und im Marinearsenal von Brest zwischen 1690 und 1692 gebaut.

## Einheiten
| Name        | Bauwerft         | Kiellegung  | Stapellauf        | Indienststellung | Verbleib                                                    |
| ----------- | ---------------- | ----------- | ----------------- | ---------------- | ----------------------------------------------------------- |
| Foudroyant  | Arsenal de Brest | Juli 1690   | 5. März 1691      | Juni 1691        | Am 2. Juni 1692 bei der Seeschlacht von La Hougue verbrannt |
| Merveilleux | Arsenal de Brest | 7. Mai 1691 | 19. November 1691 | April 1692       | Am 2. Juni 1692 bei der Seeschlacht von La Hougue verbrannt |

## Technische Beschreibung
Die Klasse war als Batterieschiff mit drei durchgehenden Geschützdecks konzipiert und hatte eine Länge von 51,00 Metern  (Geschützdeck) bzw. 44,18 Metern (Kiel), eine Breite von 14,29 Metern und einen Tiefgang von 6,50 Metern bei einer Vermessung von 1600 tons (bm). Sie waren Rahsegler mit drei Masten (Fockmast, Großmast und Kreuzmast). Auf der Spitze des Bugspriets war zudem noch eine Mars und ein weiterer kleiner Mast, der Sprietmast angebracht, an dem ebenfalls noch ein kleines Rahsegel gesetzt werden konnte. Der Rumpf schloss im Heckbereich mit einem zeitspezifischen Heckspiegel, in den Galerien integriert waren, die in die seitlich angebrachten Seitengalerien mündeten.
Die Bewaffnung der Klasse bestand bei Indienststellung aus 90 Kanonen, wobei die Foudroyant 1692 mit 84 und die Merveilleux mit 80 Kanonen gelistet werden.
|        | Unteres Batteriedeck | Mittleres Batteriedeck | Oberes Batteriedeck | Achterdeck     | Kanonen (Geschossgewicht) |
| ------ | -------------------- | ---------------------- | ------------------- | -------------- | ------------------------- |
| Design | 28 × 36-Pfünder      | 28 × 18-Pfünder        | 24 × 8-Pfünder      | 10 × 6-Pfünder | 90 Kanonen (431,74 kg)    |

## Besatzung
Die Besatzung hatte im Frieden eine Stärke von 569 Mann (9 Offiziere und 560 Unteroffiziere bzw. Mannschaften).

## Bemerkungen
1. ↑  Bei der Berechnung des Gewichtes einer Breitseite kann es zu unterschieden kommen. Da in der damaligen Zeit ein Pfund, je nach Land, unterschiedliche Gewichtswerte hatte. Das französische Livre hatte z. B. ein Gewicht von 489,506 Gramm während das englische Pound ein Gewicht von 453,592 Gramm hatte.